# Lista dos Grão-cãs de Tuyuhun
Tuyuhun (chinês: 吐谷渾; Wade-Giles: T'u-yühun), também conhecido como Azha (tibetano: 'A-zha), foi um Canato dinástico estabelecido pelos povos nômades aparentados com os Xianbei nas montanhas Qilian e no vale superior do rio Amarelo, no atual Condado de Gonghe, Chingai, China. 
Após a desintegração do Canato Xianbei, grupos nômades  liderados por Murong Tuyuhun (慕容 吐谷渾), se deslocaram para as ricas pastagens ao redor do Lago Chingai em meados do século III, este se tornou o primeiro Grão-cã de Tuyuhun.  

## Lista de Grão-cãs de Tuyuhun
| Numero | Titulo Real                                                              | Nome do Monarca   | Chinês     | Wade-Giles        | Duração do Reinado |
| ------ | ------------------------------------------------------------------------ | ----------------- | ---------- | ----------------- | ------------------ |
| 1      | Hénán wáng (rei Henan)                                                   | Murong Tuyuhun    | 慕容吐谷渾 | Mùróng Tǔyùhún]]  | 284-317            |
| 2      | Hénán wáng (rei Henan)                                                   | Murong Tuyan      | 慕容吐延   | Mùróng Tǔyán      | 317-329            |
| 3      | Tǔyùhún wáng (rei Tuyuhun)                                               | Murong Yeyan      | 慕容葉延   | Mùróng Yèyán      | 329-351            |
| 4      | Tǔyùhún wáng (rei Tuyuhun)                                               | Murong Suixi      | 慕容碎奚   | Mùróng Suìxī      | 351-371            |
| 5      | Byaku ran-ō (rei Byakuran)                                               | Murong Shilian    | 慕容視連   | Mùróng Shìlián    | 371-390            |
| 6      | Tǔyùhún wáng (rei Tuyuhun)                                               | Murong Shipi      | 慕容視羆   | Mùróng Shìpí      | 390-400            |
| 7      | Dà chányú                                                                | Murong Wugeti     | 慕容烏紇褆 | Mùróng Wūgētí     | 400-405            |
| 8      | Wuyin Khan (Cã Wu) Dà chányú Wǔwáng (rei Wu)                             | Murong Shuluogan  | 慕容樹洛干 | Mùróng Shùluògān  | 405-417            |
| 9      | Byaku ran-ō (rei Byakuran)                                               | Murong Achai      | 慕容阿柴   | Mùróng Āchái      | 417-424            |
| 10     | Huì wáng (rei Hui) Lǒngxī wáng (rei Longxi)                              | Murong Mugui      | 慕容慕璝   | Mùróng Mùguī      | 424-436            |
| 11     | Hénán wáng (rei Henan)                                                   | Murong Muliyan    | 慕容慕利延 | Mùróng Mùlìyán    | 436-452            |
| 12     | Hénán wáng (rei Henan) Xīpíng wáng (rei Xiping)                          | Murong Shiyin     | 慕容拾寅   | Mùróng Shíyín     | 452-481            |
| 13     | Hénán wáng (rei Henan)                                                   | Murong Duyihou    | 慕容度易侯 | Mùróng Dùyìhóu    | 481-490            |
| 14     |                                                                          | Murong Fulianchou | 慕容伏連籌 | Mùróng Fúliánchóu | 490-540            |
| 15     | Cã                                                                       | Murong Kualü      | 慕容夸呂   | Mùróng Kuālǔ      | 540-591            |
| 16     | Cã                                                                       | Murong Shifu      | 慕容世伏   | Mùróng Shìfú      | 591-597            |
| 17     | Busabo Cã                                                                | Murong Fuyun      | 慕容伏允   | Mùróng Fúyǔn      | 597-635            |
| 18     | Gandou Cã Dainei-ō (rei Dainei)/ Nishihira jùn'ō (rei do Jun de Nishira) | Murong Shun       | 慕容順     | Mùróng Shùn       | 635                |
| 19     | Ledou Cã Héyuán jùn wáng (rei do Jun de Heyuan)                          | Murong Nuohebo    | 慕容諾曷鉢 | Mùróng Nuòhébō    | 635-672            |